# Hylesia santaelenensis
Hylesia santaelenensis är en fjärilsart som beskrevs av Lemaire 1988. Hylesia santaelenensis ingår i släktet Hylesia och familjen påfågelsspinnare. Inga underarter finns listade i Catalogue of Life.